# Selección de baloncesto de Egipto
La selección de baloncesto de Egipto es el equipo formado por jugadores de nacionalidad egipcia que representa a la Federación de Baloncesto de Egipto (FBE) en las competiciones internacionales organizadas por la Federación Internacional de Baloncesto (FIBA) o el Comité Olímpico Internacional (COI): los Juegos Olímpicos, la Copa Mundial de Baloncesto y el AfroBasket.
En la década de 1940 la selección estuvo adscrita junto a las selecciones europeas, llegando a obtener la medalla de bronce en el EuroBasket de 1947 e incluso organizar y obtener la medalla de oro en el de 1949.
Durante los tres años de su unión con Siria, llegó a participar en el Campeonato Mundial de Chile 1959 defendiendo la bandera de la República Árabe Unida, formada por la unión de Siria y Egipto.
Ganar el título del EuroBasket 1949 es su logro más celebrado. Además, su quinto puesto en el Campeonato Mundial FIBA de 1950 y su noveno puesto en los Juegos Olímpicos de 1952 siguen siendo los mejores resultados de una nación africana en cada torneo.
El título del EuroBasket 1949 es también el título de baloncesto más prestigioso de una nación africana. En el Campeonato FIBA África, Egipto tiene un número récord de 17 medallas (junto con Angola). Egipto se unió a la FIBA en 1934 y tiene la tradición de baloncesto más larga de África.

## Historia

### EuroBasket 1937
Los egipcios terminaron últimos en el segundo campeonato europeo de baloncesto, el EuroBasket de 1937, organizado por la federación continental FIBA Europa. Habían perdido sus dos primeros partidos de la ronda preliminar contra Estonia y Lituania antes de retirarse del torneo. Los partidos restantes se perdieron por defecto, incluido el partido preliminar final, la semifinal de clasificación y el desempate del séptimo/octavo.

### EuroBasket 1947
Egipto tuvo mucho más éxito en su siguiente aparición, el EuroBasket de 1947. Ganaron los tres partidos de su grupo preliminar y su primer partido de semifinal del grupo. Su única derrota del torneo fue ante la Unión Soviética, eventual medallista de oro, en el segundo partido de semifinal del grupo, antes de que Egipto ganara la tercera. Su récord de 2-1 en el grupo de semifinales los colocó en segundo lugar y preparó un partido por la medalla de bronce contra Bélgica, a quien Egipto había derrotado en la ronda preliminar. Egipto volvió a ganar en un reñido partido 50-48, ganando su primera medalla europea.

### EuroBasket 1949
El siguiente campeonato fue organizado y ganado por Egipto. En un evento relativamente pequeño con siete equipos, ninguno de los cuales había quedado mejor que tercero anteriormente (Francia y Egipto lo habían hecho), los egipcios tuvieron pocos problemas para ganar sus primeros cinco juegos. Por suerte del sorteo, Egipto no se enfrentó a Francia hasta el último partido del torneo, por lo que, si bien la clasificación se basó enteramente en el round robin de siete equipos, los dos equipos invictos se enfrentaron en el último partido del torneo. Dominando 36-16 después de la primera mitad, los egipcios agregaron otro punto a su ventaja en la segunda mitad para ganar el juego 57-36. El jugador estrella y capitán fue Albert Tadros. En general, algunos de los jugadores destacados incluyen a los ganadores del evento: Tadros y Hussain Montasser. Posteriormente, Tadros fue homenajeado como mejor jugador y Montasser fue el máximo goleador.

### EuroBasket 1953
En Moscú, la selección egipcia volvió a competir. En el EuroBasket de 1953, el equipo de Egipto ganó fácilmente su grupo preliminar, anotando más puntos en la ronda que nadie excepto la Unión Soviética y Bulgaria, este último de los cuales había tenido un partido más que Egipto. Sin embargo, la ronda final fue menos propicia para el éxito egipcio; sólo derrotaron a Italia en su camino hacia un récord de 1-6. Sus seis derrotas incluyeron una derrota ante Israel, con quien Egipto se negó a jugar. El equipo ocupó el octavo lugar de los 8 equipos en la ronda final y el 17 en la general.

### Años posteriores
Mucho más tarde, Mohammed Sayed-Soliman, conocido como Salaawa, fue el máximo goleador de los Juegos Olímpicos de 1984.
A raíz de la Revolución Egipcia de 2011, varios de los jugadores de élite de Egipto no compitieron en el Campeonato FIBA África 2011. En particular, Omar Oraby, el egipcio estadounidense Omar Samhan y Ahmad Ismail son delanteros estrella de la Liga Libanesa de Baloncesto.

## Plantilla
- Lista de jugadores convocados que disputaron la Copa Mundial de Baloncesto de 2023.[3]

| Egipto               | Egipto              | Egipto | Egipto | Egipto | Egipto                    |
| Num                  | Jugador             | Pos    | Altura | Edad   | Equipo                    |
| -------------------- | ------------------- | ------ | ------ | ------ | ------------------------- |
| 0                    | Amr Zahran          | A      | 1,91 m | 21     | Al Ahly Sporting Club     |
| 1                    | Karim El-Gizawy     | B      | 1,91 m | 18     | Al Ahly Sporting Club     |
| 4                    | Ehab Amin           | A      | 1,85 m | 28     | Al Ahly Sporting Club     |
| 5                    | Amr Gendy           | AP     | 1,93 m | 32     | Al Ahly Sporting Club     |
| 7                    | Adam Moussa         | A      | 1,90 m | 21     | Tarleton State University |
| 10                   | Anas Mahmoud        | AP     | 2,14 m | 28     | Al Ittihad                |
| 12                   | Youssef Aboushousha | E      | 1,93 m | 30     | Al Ittihad                |
| 15                   | Patrick Gardner     | P      | 2,11 m | 23     | Marist Red Foxes          |
| 28                   | Khaled Abdelgawad   | AP     | 2,04 m | 24     | Zamalek                   |
| 44                   | Omar Hesham         | E      | 1,91 m | 28     | Zamalek                   |
| 50                   | Assem Marei         | P      | 2,06 m | 31     | Changwon LG Sakers        |
| 55                   | Omar Oraby          | P      | 2,08 m | 31     | Al Ahly Sporting Club     |
| Entrenador: Roy Rana |                     |        |        |        |                           |

## Partidos

### Próximos encuentros
| Fecha                   | Ciudad     | Competición                | Local                           |                                            | Resultado |                                            | Visitante                       |
| ----------------------- | ---------- | -------------------------- | ------------------------------- | ------------------------------------------ | --------- | ------------------------------------------ | ------------------------------- |
| 25 de febrero de 2022   | Dakar      | Clasificación Mundial 2023 | Senegal                         | Bandera de Senegal                         | 75:57     | Bandera de Egipto                          | Egipto                          |
| 26 de febrero de 2022   | Dakar      | Clasificación Mundial 2023 | Egipto                          | Bandera de Egipto                          | 105:51    | Bandera de Kenia                           | Kenia                           |
| 27 de febrero de 2022   | Dakar      | Clasificación Mundial 2023 | Egipto                          | Bandera de Egipto                          | 62:51     | Bandera de República Democrática del Congo | República Democrática del Congo |
| 1 de julio de 2022      | Alejandría | Clasificación Mundial 2023 | Egipto                          | Bandera de Egipto                          | 76:43     | Bandera de Senegal                         | Senegal                         |
| 2 de julio de 2022      | Alejandría | Clasificación Mundial 2023 | Kenia                           | Bandera de Kenia                           | 39:72     | Bandera de Egipto                          | Egipto                          |
| 3 de julio de 2022      | Alejandría | Clasificación Mundial 2023 | República Democrática del Congo | Bandera de República Democrática del Congo | 52:80     | Bandera de Egipto                          | Egipto                          |
| 26 de agosto de 2022    | Monastir   | Clasificación Mundial 2023 | Egipto                          | Bandera de Egipto                          | 67:61     | Bandera de Túnez                           | Túnez                           |
| 27 de agosto de 2022    | Monastir   | Clasificación Mundial 2023 | Camerún                         | Bandera de Camerún                         | 74:86     | Bandera de Egipto                          | Egipto                          |
| 28 de agosto de 2022    | Monastir   | Clasificación Mundial 2023 | Egipto                          | Bandera de Egipto                          | 65:85     | Bandera de Sudán del Sur                   | Sudán del Sur                   |
| 24 de febrero de 2023   | Alejandría | Clasificación Mundial 2023 | Túnez                           | Bandera de Túnez                           | 67:71     | Bandera de Egipto                          | Egipto                          |
| 25 de febrero de 2023   | Alejandría | Clasificación Mundial 2023 | Egipto                          | Bandera de Egipto                          | 63:71     | Bandera de Camerún                         | Camerún                         |
| 26 de febrero de 2023   | Alejandría | Clasificación Mundial 2023 | Sudán del Sur                   | Bandera de Sudán del Sur                   | 97:77     | Bandera de Egipto                          | Egipto                          |
| 25 de agosto de 2023    | Pasay      | Copa Mundial 2023          | Egipto                          | Bandera de Egipto                          | 67:93     | Bandera de Lituania                        | Lituania                        |
| 27 de agosto de 2023    | Pasay      | Copa Mundial 2023          | Montenegro                      | Bandera de Montenegro                      | 89:74     | Bandera de Egipto                          | Egipto                          |
| 29 de agosto de 2023    | Pasay      | Copa Mundial 2023          | Egipto                          | Bandera de Egipto                          | 100:72    | Bandera de México                          | México                          |
| 31 de agosto de 2023    | Pasay      | Copa Mundial 2023          | Egipto                          | Bandera de Egipto                          | 85:69     | Bandera de Jordania                        | Jordania                        |
| 2 de septiembre de 2023 | Pasay      | Copa Mundial 2023          | Nueva Zelanda                   | Bandera de Nueva Zelanda                   | 88:86     | Bandera de Egipto                          | Egipto                          |

## Plantillas anteriores
- Copa Mundial 1950: finalizó 5 de 10 equipos.

Albert Fahmy Tadros, Hussein Kamel Montasser, Abdelrahman Hafez Ismail, Mahmud Medhat Bahgat, Wahid Chafik Saleh, Youssef Mohammed Abbas, Mohammed Ali el-Rashidi, Medhat Mohammed Youssef, Youssef Kamal Abouaouf Mohammed Mahmud Soliman, Fouad Abdelmeguid el-Kheir, Gabriel Armand Catafago. Entrenador: Carmine "Nello" Paratore
- Copa Mundial 1959: finalizó 11 de 13 equipos.

Adel Sabri, Nabil Abdo, George Chalhoub, Hilmi Ibrahim, Hanafi Abutaleb, Aramen Eli, Hadidi Fuad, Sami Chilbaya, Saboungi Fahmi, Antoine Musillia, Ahmed Sadek, Joseph Zacar. Entrenador: Carmine "Nello" Paratore
- Copa Mundial 1970: finalizó 13 de 13 equipos.

- Copa Mundial 2014: finalizó 24 de 24 equipos.

Seif Samir, Wael Badr, Moamen Abouelanin, Amr Gendy, Haytham Kamal, Mouhanad Elsabagh, Sherif Genedy, Ibrahim Elgammal, Youssef Shousha, Moustafa Elmekawi, Ramy Ibrahim, Ashraf Rabie. Entrenador: J. Filkud
- Copa Mundial 2023: finalizó 20 de 32 equipos.

Amr Zahran, Youssef Aboushousha, Amr Gendy, Karim El-Gizawy, Ehab Amin, Adam Moussa, Khaled Abdelgawad, Patrick Gardner, Anas Mahmoud, Assem Marei, Omar Hesham, Omar Oraby. Entrenador: Roy Rana

## Historial

### Copa Mundial
Resultado General: 38.º puesto
| Copa Mundial de Baloncesto |
| --- |
| - 1950: 5° Lugar - 1954: No calificó - 1959: 11° Lugar - 1963: No calificó - 1967: No calificó - 1970: 13° Lugar - 1974: No calificó - 1978: No calificó - 1982: No calificó - 1986: No calificó - 1990: 16° Lugar - 1994: 14° Lugar - 1998: No calificó - 2002: No calificó - 2006: No calificó - 2010: No calificó - 2014: 24º Lugar - 2019: No calificó - 2023: 20º Lugar - 2027: TBD |

### Juegos Olímpicos
| Baloncesto en los Juegos Olímpicos |
| --- |
| - Berlín 1936: 16º Lugar - Londres 1948: 19º Lugar - Helsinki 1952: 12º Lugar - Melbourne 1956: No calificó - Roma 1960: No calificó - Tokio 1964: No calificó - México 1968: No calificó - Múnich 1972: 16º Lugar - Montreal 1976: 12º Lugar - Moscú 1980: No calificó - Los Ángeles 1984: 12º Lugar - Seúl 1988: 12º Lugar - Barcelona 1992: No calificó - Atlanta 1996: No calificó - Sídney 2000: No calificó - Atenas 2004: No calificó - Pekín 2008: No calificó - Londres 2012: No calificó - Río 2016: No calificó - Tokio 2020: No calificó - París 2024: No calificó |

### AfroBasket
| Afrobasket | Afrobasket        | Afrobasket | Afrobasket        | Afrobasket | Afrobasket        |
| ---------- | ----------------- | ---------- | ----------------- | ---------- | ----------------- |
| 1962:      | Medalla de oro    | 1964:      | Medalla de oro    | 1965:      | No calificó       |
| 1968:      | No calificó       | 1970:      | Medalla de oro    | 1972:      | Medalla de plata  |
| 1974:      | No calificó       | 1975:      | Medalla de oro    | 1978:      | Medalla de bronce |
| 1980:      | No calificó       | 1981:      | Medalla de plata  | 1983:      | Medalla de oro    |
| 1985:      | Medalla de bronce | 1987:      | Medalla de plata  | 1989:      | Medalla de plata  |
| 1992:      | Medalla de bronce | 1993:      | Medalla de plata  | 1995:      | No calificó       |
| 1997:      | 4º Lugar          | 1999:      | Medalla de bronce | 2001:      | Medalla de bronce |
| 2003:      | Medalla de bronce | 2005:      | No calificó       | 2007:      | 4º Lugar          |
| 2009:      | 10º Lugar         | 2011:      | 11º Lugar         | 2013:      | Medalla de plata  |
| 2015:      | No calificó       | 2017:      | 8º Lugar          |            |                   |

## Palmarés
- AfroBasket:
  -   Campeón (5): 1962, 1964, 1970, 1975, 1983
  -  Subcampeón (6): 1972, 1981, 1987, 1989, 1993, 2013
  -  Tercer lugar (6): 1978, 1985, 1992, 1999, 2001, 2003

- EuroBasket:
  -   Campeón (1): 1949
  -  Tercer lugar (1): 1947

- Juegos Panárabes:
  -   Campeón (6): 1953, 1961, 1965, 1999, 2004, 2007
  -  Tercer lugar (1): 2011

- Juegos Africanos:
  -   Campeón (4): 1965, 1991, 1995, 1999
  -  Subcampeón (3): 2007, 2015, 2019
  -  Tercer lugar (1): 1973

- Juegos Mediterráneos:
  -   Campeón (1): 1951
  -  Tercer lugar (2): 1959, 1979